# Andrea Filippa (politico)
Andrea Filippa (Torino, 20 novembre 1926) è un politico italiano.

## Biografia
Operaio torinese, esponente del Partito Socialista Italiano, dal 1954 è consigliere comunale a Torino per il PSI, restando in carica fino al 1964. In tale anno è fra i promotori della scissione di sinistra che dà vita al Partito Socialista Italiano di Unità Proletaria.
Nel 1968 viene eletto al Senato nella lista PCI-PSIUP, confermando il proprio seggio nella medesima lista anche alle elezioni politiche del 1972. Nell'estate di tale anno, allo scioglimento del PSIUP, passa al Partito Comunista Italiano, che rappresenta a Palazzo Madama fino al 1976.